# Richard Brooke Garnett
Richard Brooke Garnett (Contea di Essex, 21 novembre 1817 – Gettysburg, 3 luglio 1863) è stato un generale statunitense.
Iniziò la sua carriera militare nell'nell'esercito degli Stati Uniti d'America, per dimettersi all'atto della secessione degli stati del sud, che costituirono gli Stati Confederati d'America. Da buon virginiano si arruolò nell'esercito confederato di cui divenne successivamente generale di brigata. Durante la guerra civile si distinse in numerose battaglie, tra cui quella di Gettysburg dove partecipò alla disperata carica della divisione Pickett che gli costò la vita.

## Biografia

### I primi anni della carriera militare
Nacque presso la tenuta "Rose Hill" nella Contea di Essex, figlio di William Henry Garnett e Anna Maria Brooke, entrambi di discendenza principalmente inglese. Aveva un fratello gemello, William, morto a Norfolk nel 1855, ed era cugino di Robert Selden Garnett, anch'egli divenuto in seguito un generale confederato. Entrambi i cugini si diplomarono presso l'United States Military Academy di West Point nel 1841, con Richard che si piazzò al ventinovesimo posto su 52 cadetti, due posti al di sotto di Robert. Dopo il diploma divenne sottotenente nel 6º Reggimento Fanteria, prestando servizio in tutta una serie di presidi in Florida, e combattendo successivamente contro la tribù dei Seminole. Trasferito nel West comandò Fort Laramie, prese parte alla spedizione nello Utah e combatté contro le tribù indiane.
Durante la guerra messico-statunitense prestò servizio presso lo Stato maggiore dell'esercito a New Orleans, venendo promosso tenente il 16 febbraio 1847. Lo scoppio della guerra civile lo sorprese mentre prestava servizio in California con il grado di capitano, rango al quale era stato promosso il 9 maggio 1855. Nonostante fosse un fervente sostenitore del fatto che l'Unione non dovesse essere sciolta, si dimise dall'esercito e tornò in Virginia per combattere per il suo stato nativo e per la Confederazione.

### La guerra civile
Rassegnate la dimissioni dall'US Army il 17 maggio 1861, entrò immediatamente in servizio nell'esercito degli Stati Confederati d'America, e in quello stesso mese ottenne il suo primo incarico in Virginia, con il grado di maggiore d'artiglieria. Il 31 agosto fu promosso tenente colonnello prestando servizio presso la Cobb's Georgia Legion, e il 14 novembre fu elevato al rango di generale di brigata, assumendo il comando della 1ª Brigata dell'armata confederata del Potomac. Questa brigata era stata originariamente formata dal generale Thomas J. "Stonewall" Jackson, ed era nota come "Stonewall Brigade".
Nel 1862, durante la campagna militare della valle dello Shenandoah, la carriera militare di Garnett ebbe una brusca battuta d'arresto. Il 23 marzo durante la prima battaglia di Kernstown, Jackson marciò con la sua armata per 40 miglia (64 km) al fine di intercettare una parte dell'esercito unionista, agli ordini del generale Nathaniel Banks. Il 23 marzo la cavalleria confederata, sotto la guida del colonnello Turner Ashby, effettuò una missione di ricognizione in forze, ed Ashby stimò che l'armata unionista si stesse ritirando, coperta solamente dalla divisione del brigadiere generale James Shields. Tale divisione era schierata subito dietro la cittadina di Winchester (Virginia). Il generale Jackson ritenne che la forza nemica fosse di dimensioni paragonabili alla sua, ed ordinò alla Brigata di Garnett di attaccare. Purtroppo la divisione di fanteria di Shields era al completo, forte di 9.000 uomini distribuiti su quattro reggimenti, il doppio della forza di Jackson. L'attacco fu un fallimento, la brigata di Garnett trovandosi a corto di munizioni e circondata dalle forze unioniste che la attaccavano da tre lati, fu costretta alla ritirata.
Questo scacco fece infuriare il generale Jackson che accusò Garnett di avere disobbedito agli ordini, in quanto si era ritirato senza avere avuto il suo diretto permesso. Jackson era ben noto per la rigorosa disciplina che pretendeva dai suoi subordinati, e il 1º aprile sollevò Garnett dal comando ordinando che fosse arrestato per "negligenza del dovere". La corte marziale iniziò i lavori nell'agosto 1862, con il solo Jackson e il suo aiutante di campo come testimoni. Tuttavia il processo fu sospeso a causa dell'inizio della campagna militare nella Virginia del Nord lanciata dal generale Robert Edward Lee, che nel mese di settembre portò alla seconda battaglia di Bull Run. Lee ordinò a Jackson di rilasciare Garnett dagli arresti, assegnandogli il comando della Brigata di fanteria dell'infortunato generale George Edward Pickett, appartenente al I Corpo dell'Armata della Virginia Settentrionale, al comando del generale James Longstreet. Nel mese di settembre, alla testa di tale brigata, si distinse particolarmente durante la battaglia di Antietam, assumendone definitivamente il comando quando il generale Pickett fu promosso generale di divisione. Nel mese di dicembre si distinse durante la battaglia di Fredericksburg, ma non poté partecipare alla Battaglia di Chancellorsville avvenuta nel maggio 1863 in quanto il Corpo d'armata di Longstreet fu impegnato in compiti secondari a Suffolk. Durante tale battaglia "Stonewall" Jackson fu gravemente ferito, e debilitato dall'amputazione di un braccio morì poco tempo dopo a causa di una polmonite.  Alla sua morte la salma venne trasportata a Richmond, e Garnett andò a rendergli omaggio nonostante il disaccordo professionale. Garnett non gli serbò mai alcun rancore e fu osservato piangere accanto alla bara, partecipando poi al funerale durante il quale tenne il drappo funebre assieme a Longstreet, Ewell, ed altri generali.

### Gettysburg

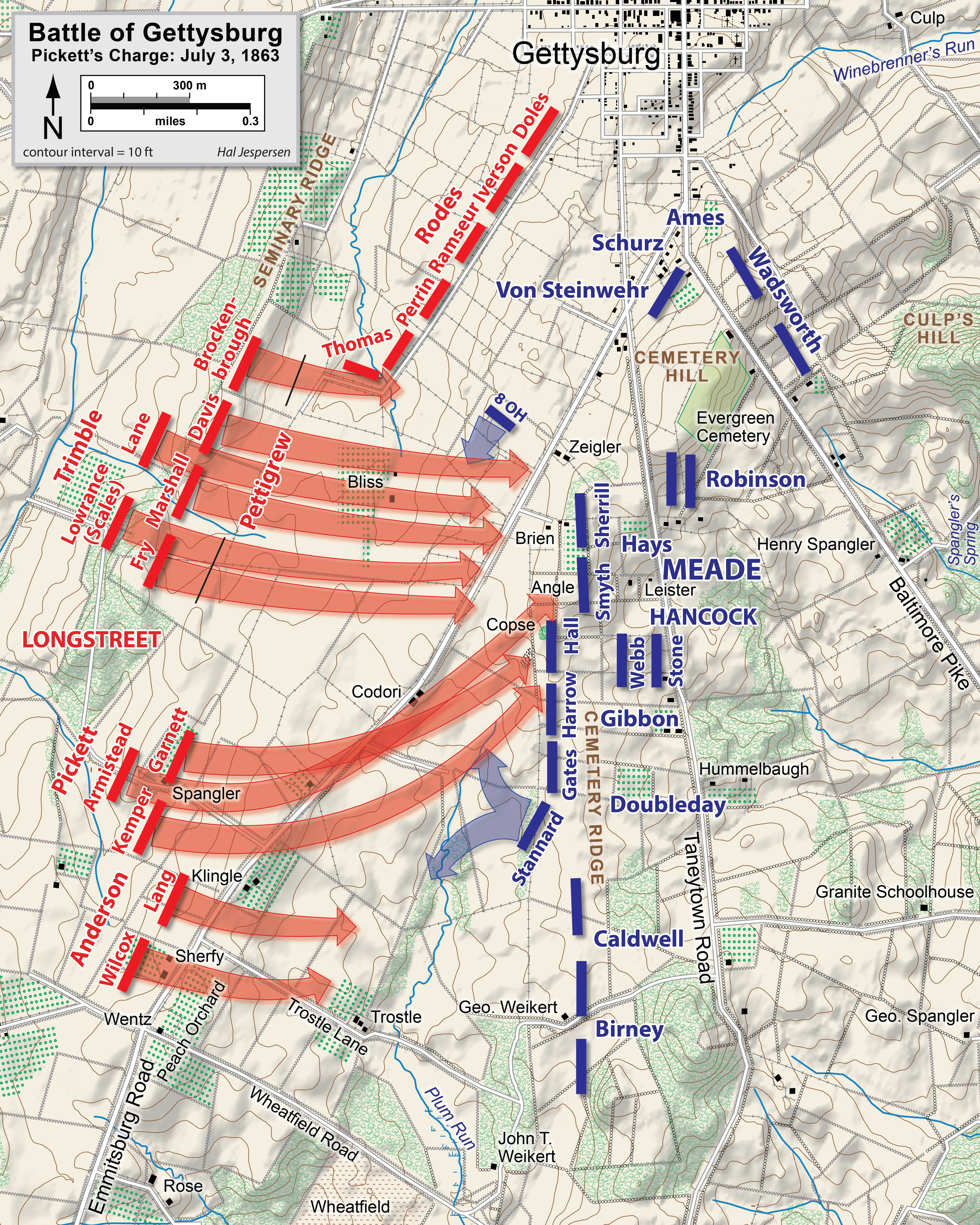
Mappa della così detta "Carica di Pickett" avvenuta il 3 luglio 1863. In rosso i movimenti dei confederati, il blu quelli degli unionisti.

Durante la Campagna di Gettysburg, la brigata di Garnett continuò a prestare servizio nella Divisione "Pickett", e seppure marciando a tappe forzate da Chambersburg, Pennsylvania, l'unità non giunse sul campo di battaglia fino al tardo pomeriggio del 2 luglio, mancano i primi due giorni della battaglia. Il 3 luglio il generale Lee assegnò alla Divisione di Pickett il compito di condurre il grande assalto alla Cemetery Ridge, posizione centrale dello schieramento unionista. La brigata di Garnett si trovava in prima fila nello schieramento della divisione, posizionata sulla sinistra, accanto alla Brigata del generale James L. Kemper che si trovava sulla destra. Subito dietro alle due brigate veniva la terza al comando del generale Lewis Addison Armistead. Il generale Garnett non era in condizioni di condurre un attacco di fanteria, perché affetto dalla febbre e con una gamba ferita in quanto alcuni giorni prima il suo cavallo gli aveva dato un calcio, che gli aveva causato una ferita tanto grave che gli non poteva quasi camminare.
Il generale anelava a risolvere il problema del disonore patito a Kernstown, che l'abortita corte marziale non aveva mai risolto e nonostante le proteste di altri ufficiali, tra cui il generale Armistead, Garnett insistette per guidare i suoi soldati in battaglia stando a cavallo .
Poco prima di partire per l'attacco contro la Cemetery Hill fu visto conversare con il generale Armistead, che comandava la terza brigata della Divisione "Pickett". A proposito della carica Garnett esclamò: Questa è una cosa disperata da tentare ("This is a desperate thing to attempt."), cui Armistead rispose Il massacro sarà terribile ("the slaughter will be terrible").
Giunto a venti iarde dal muro di pietra a "Angolo", che serviva come punto di riferimento per i reparti confederati, posto sul Cemetery Ridge, fu ucciso da una pallottola nemica mentre agitava il cappello per esortare i suoi uomini ad avanzare. Il soldato Robert H. Irvine del 19º Reggimento della Virginia fu testimone della sua morte.
Il cavallo di Irvine fu colpito e cadde sul generale Garnett, che giaceva esanime a terra. Il soldato trascinò via il suo corpo da sotto l'animale, recuperando alcuni effetti personali che consegnò all'aiutante di brigata. Ci sono storie contrastanti sul fatto che il cavallo di Garnett, un castrone baio, tornò alle linee confederate. Anche se Garnett indossava una divisa nuova il suo corpo non fu mai identificato, e fu sepolto dai soldati dell'Unione in una fossa comune. Lo storico Robert K. Krick presume che i suoi resti siano stati successivamente trasferiti presso l'Hollywood Cemetery di Richmond. Garnett, Armistead, e Kemper furono tre dei 17 generali confederati feriti o uccisi durante i tre giorni di combattimento. Anni dopo la fine della guerra civile la spada di Garnett si trovava presso un'agenzia di prestiti a Baltimora e fu acquistata dall'ex brigadiere generale confederato George H. Steuart. Nel 1872 i resti dei soldati confederati morti durante la battaglia vennero traslati da Gettysburg e risepolti presso l'Hollywood Cemetery di Richmond, la capitale della Virginia. Nel 1991 l'Hollywood Memorial Association eresse in suo onore un cenotafio sul punto in cui ipotizzava si trovassero i suoi resti.

### Al cinema
La figura del generale Garnett è stata portata sullo schermo dall'attore Andrew Prine nel film del 1993 Gettysburg, basato sul libro dell'autore Michael Shaara, The Killer Angels. Nel film il generale Garnett viene ucciso da un colpo di cannone a mitraglia. Nel 2003 lo stesso attore riprese tale ruolo nel prequel del film intitolato Gods and Generals, anche se egli non accreditato nei titoli di coda e non svolse alcun dialogo durante il film.

### La contestata fotografia

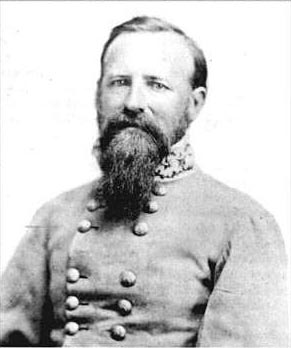
Fotografia custodita presso la Biblioteca del Congresso con la scritta "Franklin Gardner, CSA, Born N.Y.C.," possibile ritratto di Garnett.

Presso la Biblioteca del Congresso esiste una fotografia etichetta "Franklin Gardner , CSA, nato NYC", che in realtà potrebbe essere suo cugino Richard B. Garnett. La fotografia di Richard Garnett in questo articolo è solo una delle due note e invece in effetti potrebbe essere quella di suo cugino Robert S. Garnett. Una lettera al direttore della rivista America's Civil War  sostiene che la Biblioteca del Congresso possiede una fotografia di Richard B. Garnett scambiato per Franklin Gardner, CSA, Born NY.

### Pubblicazioni
- (EN) Robert Krick, Gary W. Gallagher (a cura di), Armistead and Garnett: The Parallel Lives of Two Virginia Soldiers, in The Third Day at Gettysburg & Beyond, Chapel Hill, University of North Carolina Press, 1994, SBN 0-8078-4753-4.